# Giro di Polonia 1999
Il Giro di Polonia 1999, cinquantaseiesima edizione della corsa, si svolse dal 6 al 12 settembre 1999 su un percorso di 1164 km ripartiti in 7 tappe, con partenza da Elbląg e arrivo a Karpacz. Fu vinto dal polacco Tomasz Brozyna della Mroz davanti al suo connazionale Cezary Zamana e al tedesco Jens Voigt.

## Tappe
| Tappa  | Data         | Percorso                                 | km    | Vincitore di tappa | Leader cl. generale |
| ------ | ------------ | ---------------------------------------- | ----- | ------------------ | ------------------- |
| 1ª     | 6 settembre  | Elbląg > Elbląg                          | 188   | Gianpaolo Mondini  | Gianpaolo Mondini   |
| 2ª     | 7 settembre  | Malbork > Toruń                          | 173,5 | Massimo Strazzer   | Gianpaolo Mondini   |
| 3ª     | 8 settembre  | Ciechocinek > Kalisz                     | 200   | Jaan Kirsipuu      | Cezary Zamana       |
| 4ª     | 9 settembre  | Ostrów > Jelenia Góra                    | 240   | Artur Krasinski    | Cezary Zamana       |
| 5ª     | 10 settembre | Szczawno Zdrój > Walbrzych               | 168   | Piotr Wadecki      | Cezary Zamana       |
| 6ª     | 11 settembre | Szklarska Poręba > Karpacz               | 171,5 | Raimondas Rumsas   | Cezary Zamana       |
| 7ª     | 12 settembre | Piechowice > Karpacz (cron. individuale) | 23    | Raimondas Rumsas   | Tomasz Brozyna      |
| Totale | Totale       | Totale                                   | 1164  |                    |                     |

## Dettagli delle tappe

### 1ª tappa
- 6 settembre: Elbląg > Elbląg – 188 km

| Pos. | Corridore         | Squadra         | Tempo    |
| ---- | ----------------- | --------------- | -------- |
| 1    | Gianpaolo Mondini | Cantina Tollo   | 4h15'55" |
| 2    | Jens Voigt        | Crédit Agricole | s.t.     |
| 3    | Cezary Zamana     | Mroz            | s.t.     |

| Pos. | Corridore         | Squadra         | Tempo    |
| ---- | ----------------- | --------------- | -------- |
| 1    | Gianpaolo Mondini | Cantina Tollo   | 4h15'55" |
| 2    | Jens Voigt        | Crédit Agricole | s.t.     |
| 3    | Cezary Zamana     | Mroz            | s.t.     |

### 2ª tappa
- 7 settembre: Malbork > Toruń – 173,5 km

| Pos. | Corridore        | Squadra           | Tempo    |
| ---- | ---------------- | ----------------- | -------- |
| 1    | Massimo Strazzer | Mobilvetta Design | 3h53'20" |
| 2    | Marcin Gebka     | Mroz              | s.t.     |
| 3    | Piotr Zaradny    |                   | s.t.     |

| Pos. | Corridore           | Squadra       | Tempo    |
| ---- | ------------------- | ------------- | -------- |
| 1    | Gianpaolo Mondini   | Cantina Tollo | 8h08'45" |
| 2    | Cezary Zamana       | Mroz          | s.t.     |
| 3    | José Iván Gutiérrez |               | s.t.     |

### 3ª tappa
- 8 settembre: Ciechocinek > Kalisz – 200 km

| Pos. | Corridore        | Squadra           | Tempo    |
| ---- | ---------------- | ----------------- | -------- |
| 1    | Jaan Kirsipuu    | Casino            | 4h24'55" |
| 2    | Massimo Strazzer | Mobilvetta Design | s.t.     |
| 3    | Tristan Hoffman  | TVM               | s.t.     |

| Pos. | Corridore           | Squadra       | Tempo     |
| ---- | ------------------- | ------------- | --------- |
| 1    | Cezary Zamana       | Mroz          | 12h33'40" |
| 2    | Gianpaolo Mondini   | Cantina Tollo | s.t.      |
| 3    | José Iván Gutiérrez |               | s.t.      |

### 4ª tappa
- 9 settembre: Ostrów > Jelenia Góra – 240 km

| Pos. | Corridore       | Squadra       | Tempo    |
| ---- | --------------- | ------------- | -------- |
| 1    | Artur Krasinski |               | 5h34'59" |
| 2    | Marek Kaminski  |               | a 58"    |
| 3    | Nicola Minali   | Cantina Tollo | a 1'29"  |

| Pos. | Corridore           | Squadra       | Tempo     |
| ---- | ------------------- | ------------- | --------- |
| 1    | Cezary Zamana       | Mroz          | 18h10'08" |
| 2    | Gianpaolo Mondini   | Cantina Tollo | s.t.      |
| 3    | José Iván Gutiérrez |               | s.t.      |

### 5ª tappa
- 10 settembre: Szczawno Zdrój > Walbrzych – 168 km

| Pos. | Corridore       | Squadra       | Tempo    |
| ---- | --------------- | ------------- | -------- |
| 1    | Piotr Wadecki   | Mroz          | 4h14'21" |
| 2    | Paolo Bossoni   | Cantina Tollo | s.t.     |
| 3    | Zbigniew Piatek | Mroz          | s.t.     |

| Pos. | Corridore        | Squadra         | Tempo |
| ---- | ---------------- | --------------- | ----- |
| 1    | Cezary Zamana    | Mroz            |       |
| 2    | Jens Voigt       | Crédit Agricole |       |
| 3    | Arturas Kasputis | Casino          |       |

### 6ª tappa
- 11 settembre: Szklarska Poręba > Karpacz – 171,5 km

| Pos. | Corridore        | Squadra      | Tempo    |
| ---- | ---------------- | ------------ | -------- |
| 1    | Raimondas Rumsas | Mroz         | 4h49'24" |
| 2    | Michele Ferti    | Amore & Vita | a 18"    |
| 3    | Piotr Wadecki    | Mroz         | a 25"    |

| Pos. | Corridore      | Squadra         | Tempo     |
| ---- | -------------- | --------------- | --------- |
| 1    | Cezary Zamana  | Mroz            | 27h16'56" |
| 2    | Jens Voigt     | Crédit Agricole | a 4"      |
| 3    | Tomasz Brozyna | Mroz            | a 12"     |

### 7ª tappa
- 12 settembre: Piechowice > Karpacz (cron. individuale) – 23 km

| Pos. | Corridore         | Squadra       | Tempo  |
| ---- | ----------------- | ------------- | ------ |
| 1    | Raimondas Rumsas  | Mroz          | 35'34" |
| 2    | Tomasz Brozyna    | Mroz          | a 11"  |
| 3    | Christophe Moreau | Festina-Lotus | a 24"  |

| Pos. | Corridore      | Squadra         | Tempo     |
| ---- | -------------- | --------------- | --------- |
| 1    | Tomasz Brozyna | Mroz            | 27h52'53" |
| 2    | Cezary Zamana  | Mroz            | a 29"     |
| 3    | Jens Voigt     | Crédit Agricole | a 30"     |

## Classifiche finali

### Classifica generale
| Pos. | Corridore         | Squadra            | Tempo     |
| ---- | ----------------- | ------------------ | --------- |
| 1    | Tomasz Brozyna    | Mroz               | 27h52'53" |
| 2    | Cezary Zamana     | Mroz               | a 29"     |
| 3    | Jens Voigt        | Crédit Agricole    | a 30"     |
| 4    | Raimondas Rumsas  | Mroz               | a 3'05"   |
| 5    | Piotr Wadecki     | Mroz               | a 3'56"   |
| 6    | Isidro Nozal      | ONCE-Deutsche Bank | a 4'27"   |
| 7    | Christophe Moreau | Festina-Lotus      | a 4'35"   |
| 8    | Bart Voskamp      | TVM-Farm Frites    | a 5'26"   |
| 9    | Denis Leproux     | Big Mat-Auber 93   | a 5'54"   |
| 10   | Zbigniew Piatek   | Mroz               | a 6'31"   |